# Pastela

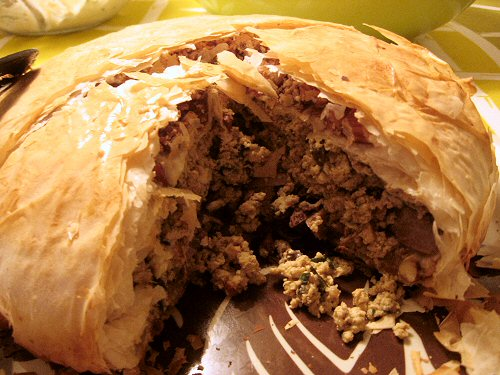
Pastela cortada.

La pastela,[cita requerida] de origen andalusí, se llama en el Magreb pastilla o bastilla (bastil·la بسطيلة) es una clase de  hojaldre hecho con masa filo rellena a base de cebolla, carne de pollo, perejil y almendras. Es un curioso plato que mezcla lo dulce y lo salado con el perfume de la canela.